# 傳奇漫錄

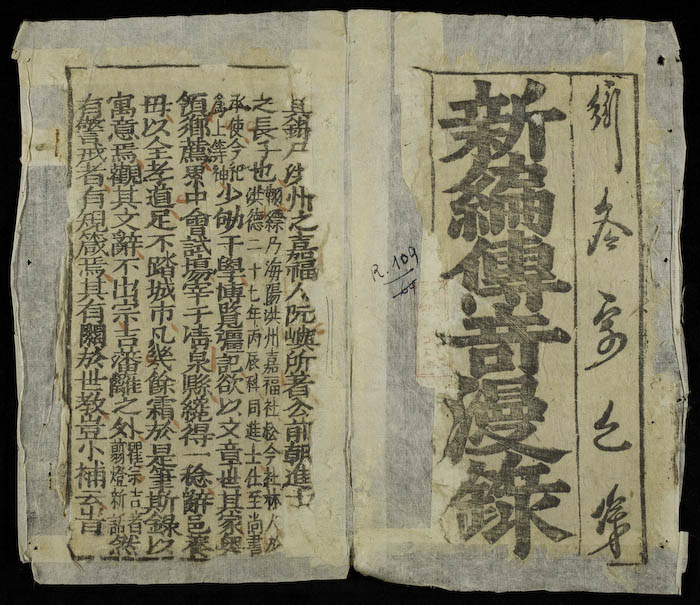
《傳奇漫錄》書影

《傳奇漫錄》（越南語：Truyền Kì Mạn Lục），越南古代傳奇小說，為16世紀越南南北朝時的阮嶼所撰，以漢語文言文寫成。本書體例仿照中國明代瞿佑的《剪燈新話》，全書分成二十篇，每五篇為一卷，合為四卷。此書文字典雅，故事情節豐富完整，是具有價值的越南古代文學作品。

## 本書的編撰
本書的作者阮嶼，越南後黎朝洪州嘉福縣段林社人。阮嶼自少便博覽強記，父親阮翔縹曾官至承宣使，他本人則曾擔任縣宰。但不久便辭退官職，原因是他「辭邑養母，以全孝道」，而且當時正是莫登庸謀權篡位，阮嶼便因此「誓不出仕」，在故里教書。大約在這個時期（1520至30年代），阮嶼寫成了《傳奇漫錄》一書，因文筆清麗，獲得世人稱譽。阮嶼最後亦以壽終。
《傳奇漫錄》的體例形式和文辭格調，據永定時（1547年）何善漢的《傳奇漫錄·序》所述，它「不出宗吉藩蘺之外」，即與明代洪武時人瞿佑（字宗吉）《剪燈新話》相同。如全書二十篇故事，五篇為一卷，共分四卷。各篇故事都稱為「錄」、「記」或傳。由此可見《傳奇漫錄》等越南古漢文傳奇，深受明代傳奇所影響，並加以模倣。

## 內容
- 《序》：何善漢識、阮立夫編。[2]
- 卷之一
  - 《項王祠記》：講述越南陳朝使節胡宗鷟出使中國時途經項王祠，在睡夢中與項羽及其大臣爭論楚漢成敗得失的傳奇故事。[4]
  - 《快州義婦傳》：講述胡朝時，快州地區節婦徐氏蘂卿與丈夫馮仲逵因動亂而離合，又為了丈夫豪賭而自盡，使丈夫改過的傳奇故事。[5]
  - 《木棉樹傳》：講述古時有商人程忠遇與女鬼葉卿相戀而死，後來一同為禍人間，最終被道士收服的傳奇故事。[6]
  - 《茶童降誕錄》：講述古時天帝的茶童降生為楊天錫，在世間生活、仕宦及遇上危難的傳奇故事。[7]
  - 《西垣奇遇記》：講述後黎朝時士子何仁與兩位由柳花及桃花化身而成的女子相戀的傳奇故事。[8]
- 卷之二
  - 《龍庭對訟錄》：講述陳朝時洪州鄭縣令妻子楊氏被水妖擄去，後來鄭縣令到下水到龍宮控訴得直，與妻子返回人間的故事。[9]
  - 《陶氏業冤記》：講述陳朝時海陽麗奇山寺的法雲老和尚手下的小僧無己與名妓陶氏相戀並一同死去，以及法雲消滅蛇妖的傳奇故事。[10]
  - 《傘圓祠判事錄》：講述後黎朝時的吳子文（名譔）替傘圓祠神人到冥府告狀的故事。[11]
  - 《徐式仙婚錄》：講述陳朝人徐式在仙界與仙女絳香結婚，後來徐式返回故鄉已人面全非的故事。[12]
  - 《范子虛遊天曹錄》:講述陳朝人范子虛遊覽天界的傳奇故事。[13]
- 卷之三
  - 《昌江妖怪錄》：講述昌江地區有一商販女兒范氏被殺死後化為妖精，並與一官員黃氏相戀的傳奇故事。[14]
  - 《那山樵對錄》：講述胡朝皇帝胡漢蒼派官員張生清化那山招攬隱逸之士，遭到非議而回的故事。[15]
  - 《東潮廢寺傳》：講述東潮縣有鬼神出沒，後來被居民制服的傳奇故事。[16]
  - 《翠綃傳》：講述陳朝時，賣詩奴余潤之、歌姬翠綃及大臣申柱國三角關係的故事。[17]
  - 《沱江夜飲記》：講述陳廢帝與胡季犛遊獵，當地的一頭狐狸及老猿擔心山林動物會遭殃，便化成人身，向胡季犛勸諭罷止的傳奇故事。[18]
- 卷之四
  - 《南昌女子錄》：講述女子武氏設被丈夫張生誤會而投河自盡，後來在水底仙宮生活的傳奇故事。[19]
  - 《李將軍傳》：講述將軍李友之因生前貪暴好色，故此死後遭到審訊用刑的傳奇故事。[20]
  - 《麗娘傳》：講述越南胡黎之際，戰士李佛生在戰世中尋找愛人麗娘的傳奇故事。[21]
  - 《金華詩話記》：講述後黎朝時，士子毛子編與文學家蔡順的靈魂討論當時文風的故事。[22]
  - 《夜叉部帥錄》：講述奇士文以誠成為冥界統帥，協助友人黎遇的故事。[23]

※書中的二十篇故事的末尾，均有作者對該事件的評論及說理。

## 研究價值
據何善漢《傳奇漫錄·序》所說，本書「有警戒者、有規箴者、其關於世教，豈小補云」，認為它對於處世行事有告戒作用。此外，本書比瞿佑《剪燈新話》情節更豐富，結構更完整，而且故事人物大部份為越南人，場景亦多發生在越南，具有濃厚的南國風味。而阮嶼亦有甚高的漢文造詣，嫻熟韵文及散文，令本書的文學成就彌足珍貴。因此，自本書問世後，便在越南開創了漢文傳奇小說風氣，後世仿作甚多，如段氏點（1705年-1748年）的《傳奇新譜》、阮演齋的《傳聞新錄》及范貴適的《新傳奇錄》等。此外，本書在一定程度上與《剪燈新話》有著關係，台灣學者陳益源便將兩書作了比較研究的工作。

## 流傳版本
現存的《傳奇漫錄》主要有新舊兩種版本，其流傳情況如下：
- 「類庵會註本」，是舊的一種編本，於黎永盛[錨點失效]八年（1712年）由紅蓼阮自信鋟梓刊行，其中既經過集校集註，又保存了不少異文，現於日本東洋文庫有藏。
- 《新編傳奇漫錄增補解音集註》，為新的一種編本，除註解外，還增加「解音」，將正文逐句譯為字喃，此新編本有「柳幢社阮碧本重刊」本的抄本，乃依據黎景興三年（1763年）刊本所過錄，現於河內漢喃研究所有藏。
- 《新編傳奇漫錄增補解音集註》阮克定抄本的部份篇幅，由法國亞洲協會圖書館收藏。
- 無註、無批、無音註的抄本《傳奇漫錄》，由法國亞洲協會圖書館收藏。
- 刊印本《新編傳奇漫錄》（黎永佑[錨點失效]三年，1737年刊印）的卷一及卷二。由法國亞洲協會圖書館收藏。
- 現代校點本方面，則有1987年（民國七十六年），由臺灣學生書局發行，法國遠東學院出版，陳慶浩、王三慶等編的《越南漢文小說叢刊》裡收錄了陳益源校點本。
- 除漢文版本外，本書亦被翻譯為越南語版及法文版。

※以上各項，散見於《越南漢文小說叢刊》第一冊《傳奇類》的《傳奇漫錄》《出版說明》。

## 外部連結
- （越南文）（中文）.   [2012-02-13]. （原始内容存档于2020-08-05）.
- （越南文）（中文）.   [2012-02-13]. （原始内容存档于2020-08-05）.
- （越南文）（中文）.   [2012-02-13]. （原始内容存档于2020-10-27）.
- （越南文）（中文）.   [2012-02-13]. （原始内容存档于2020-10-27）.